# Pascal Bazani
Pascal Bazani (né le 4 juillet 1978 à Créteil, dans le Val-de-Marne) est un joueur et entraîneur français de rugby à XV qui évolue au poste d'arrière ou ailier (1,80 m pour 82 kg).

## Biographie
Après sa carrière de joueur, il devient entraîneur des trois-quarts de l'équipe féminine du Rugby Club La Valette Le Revest La Garde Le Pradet. En 2020, le club accède à la première division en terminant premier de l'Élite 2.

## Carrière

### Clubs successifs
- Jusqu'en 2000 : RC Toulon
- 2000-2001 : SU Agen
- 2001-2004 : RC Narbonne
- 2004-2005 : RC Toulon
- 2006-2013 : US La Seyne

## Palmarès

### En club
- Champion de France de Pro D2 : 2005

### En équipe nationale
- Équipe de France Amateur